# Кедронська долина
Кедронська долина (Wadi al-Joz від івр. נחל קדרון, Нахаль Кідрон — «струмок Кидрон»; араб. وادي الجوز, Ваді аль-Джоз ; також просто Кедрон або Кідрон) — долина, яка розташована між старим містом Єрусалима зі сходу і розмежовує Храмову гору від Оливної гори, багаторазово згадується у Біблії. У цьому відрізку долина часто називається також Долиною Йосафата.
Далі вона простягається аж до Мертвого моря заглиблюючись на 1200 м. Ваді Кедрон проходить частково під землею. По дну ущелини в Мертве море йде потік каналізації з усіх навколишніх селищ, у тому числі з самого східного Єрусалиму.
У долині біля підніжжя «Міста Давида» (трохи нижче Старого міста) знаходиться джерело Гіхон, чиста вода якого, пройшовши через тунель Єзекії потрапляє в Сілоамську водойму, потім виходить в долину. 
Найвідоміші місця навколо Кедронської долини: Церква Всіх Націй у Гетсиманському саді, Єврейський цвинтар Єрусалима, Гробниця Авесалома та Гробниця Богородиці.

## В Біблії
У Біблії Кедронська долина згадується в книзі пророка Йоіла (Йоіл 4:2), як долина Йосафата: «то зберу всі народи, зведу їх у долину Йосафатову, і там буду судитися з ними за народ Мій й спадщину Мою, за Ізраїля, що його розпорошили поміж народами, а Мій Край поділили». На думку деяких дослідників, ця ж долина фігурує в Книзі Буття (1 М. 14:17) і другий Книзі Самуїла (2 Сам. 18:18) під назвою «долини царської». Вважається, що свою назву долина отримала або як передбачуване місце поховання царя Йосафата, або як місце великої перемоги, здобутої Йосафатом над Моавом та їх союзниками (Друга книга хроніки, гл. 20).
|  | Промовивши це, Ісус вийшов з учнями своїми на той бік потоку Кедрону, де був сад, до якого ввійшов Він та учні Його(Ів. 18:1-5) |

Кедронська долина
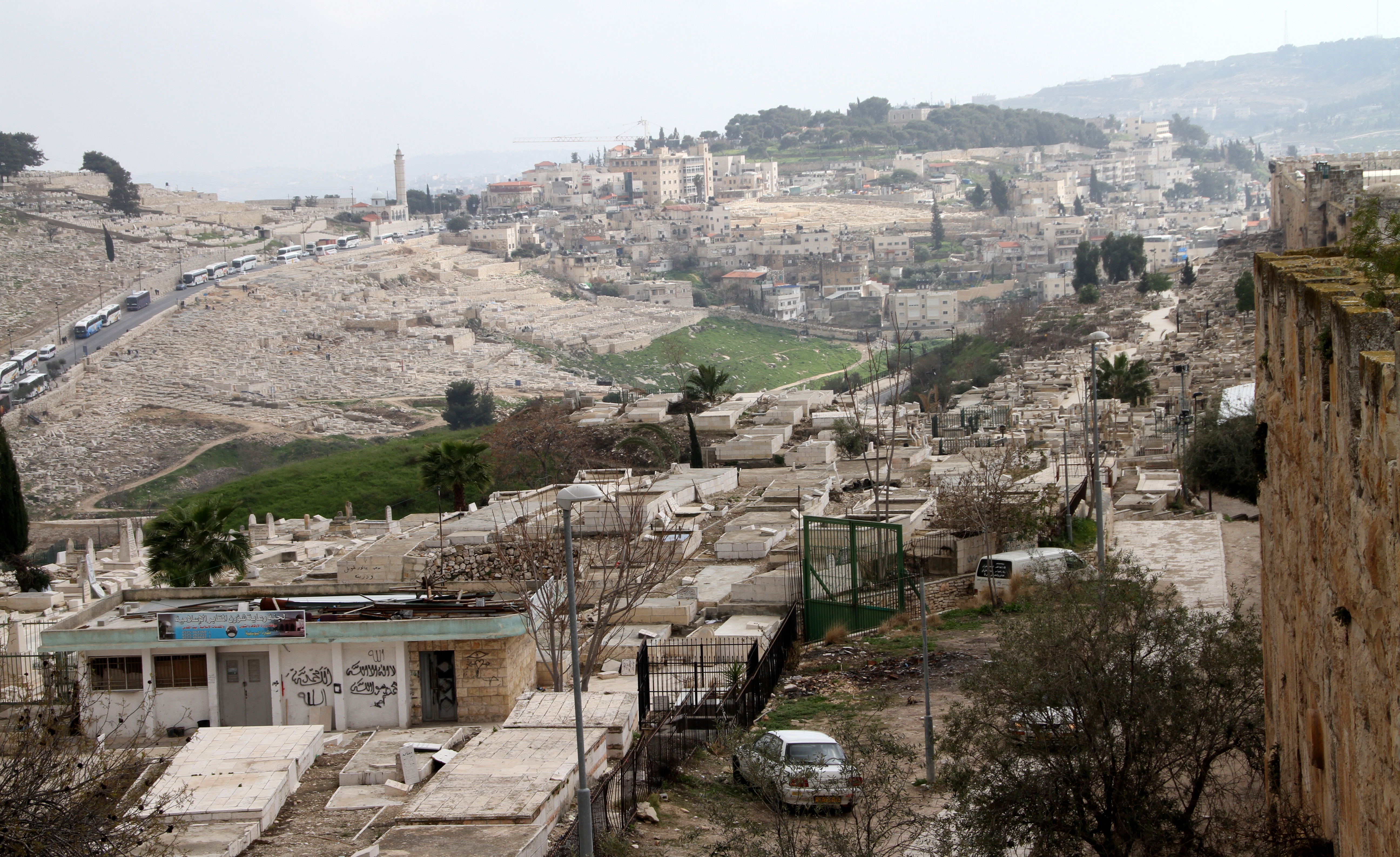
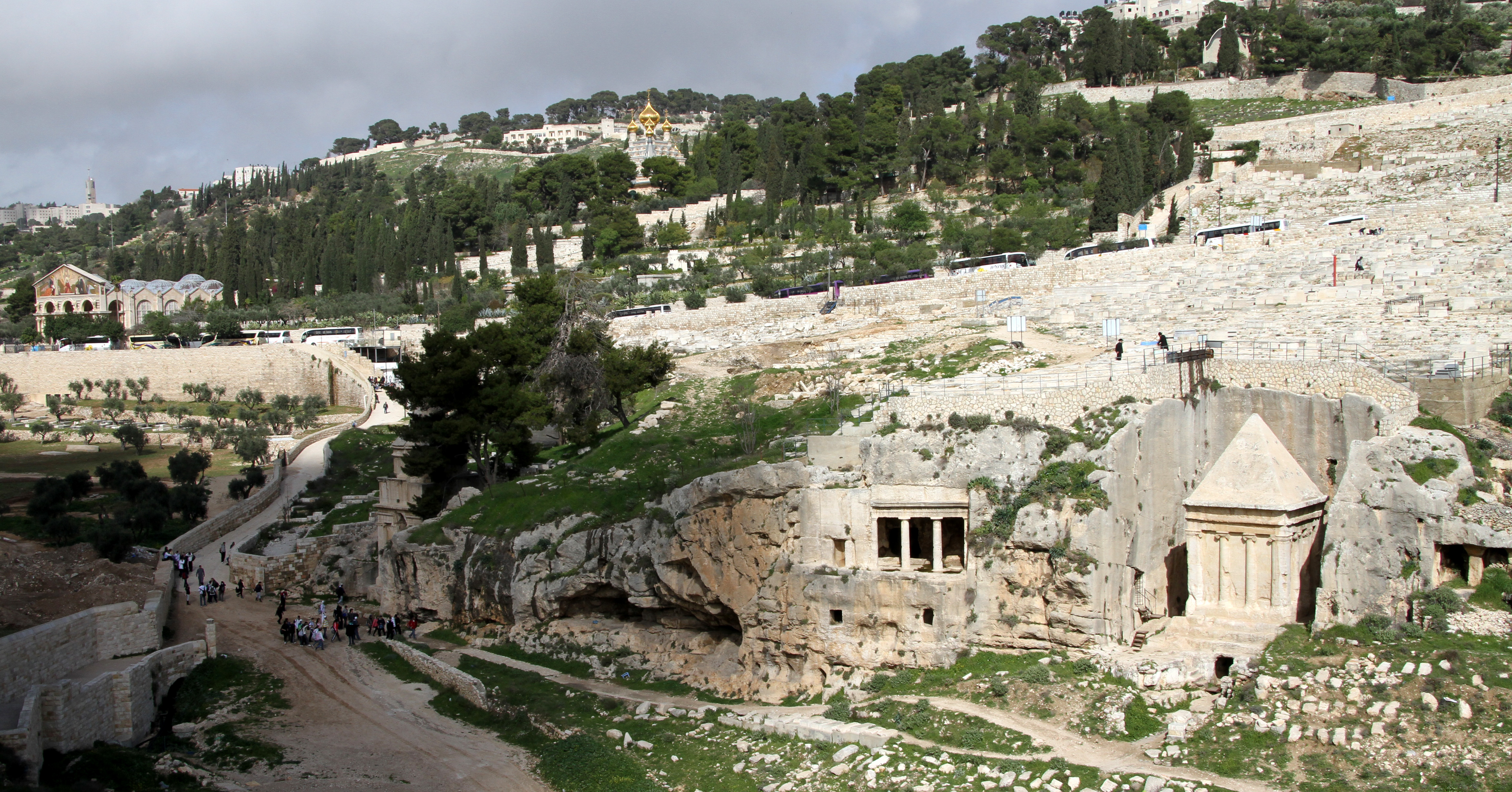
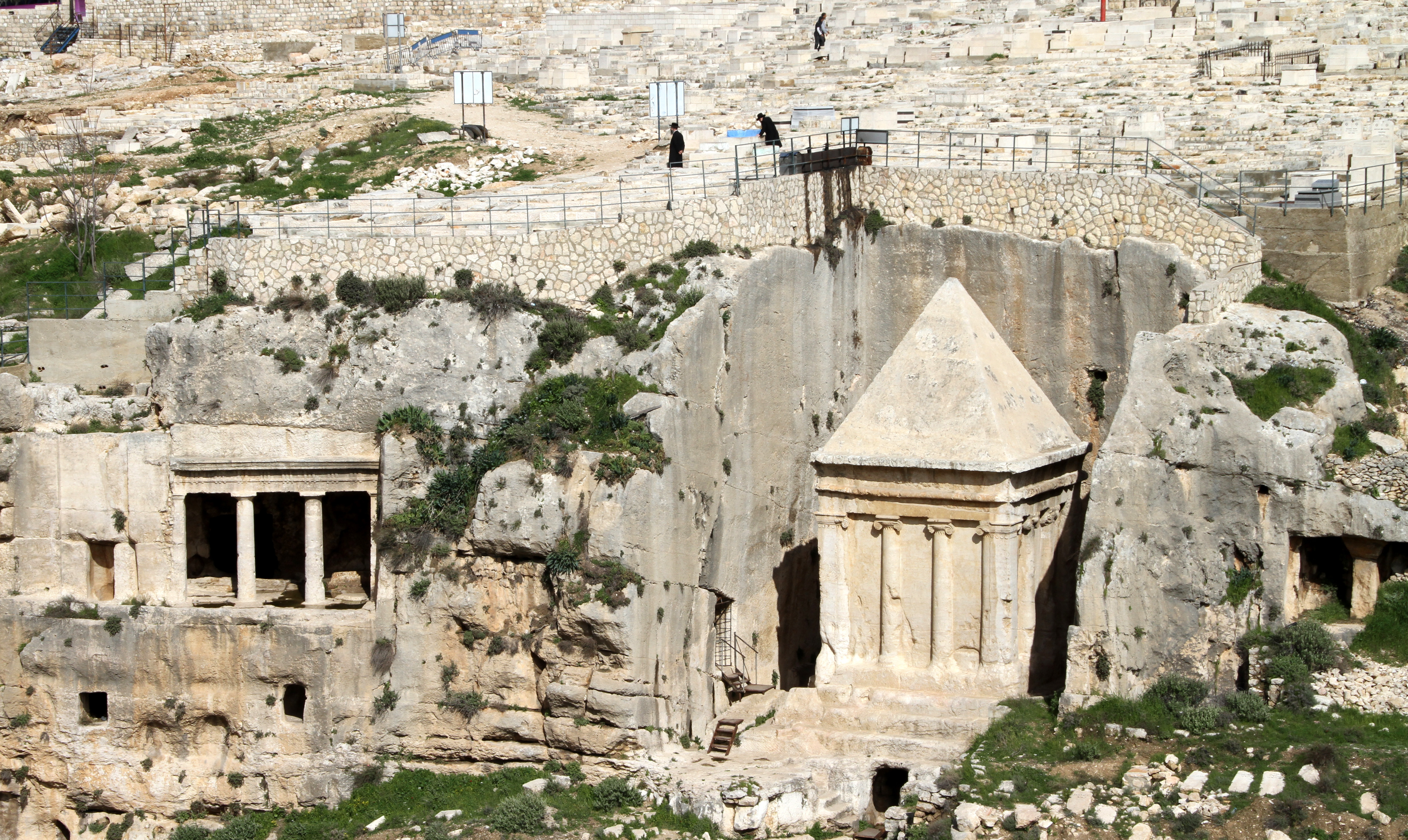
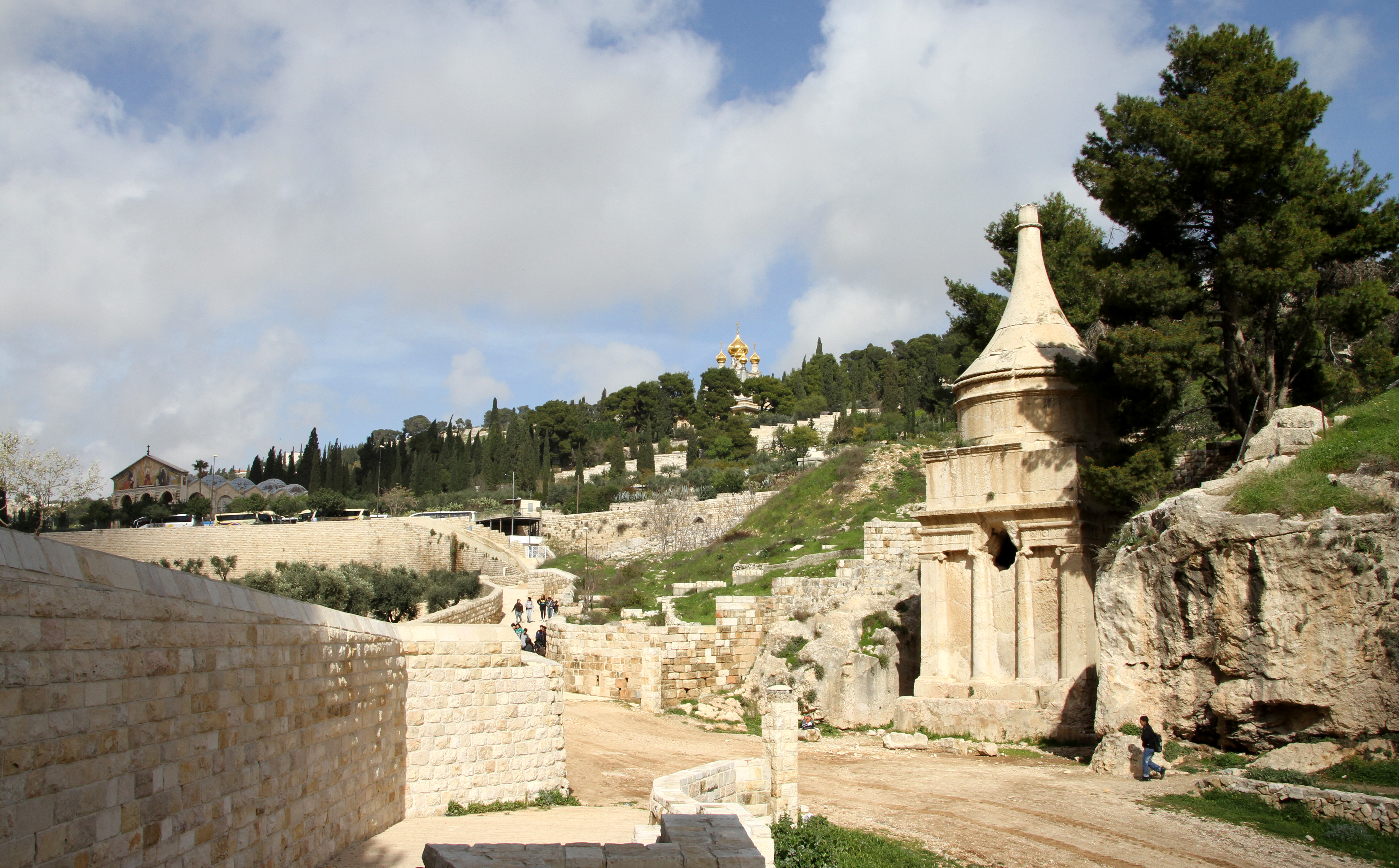
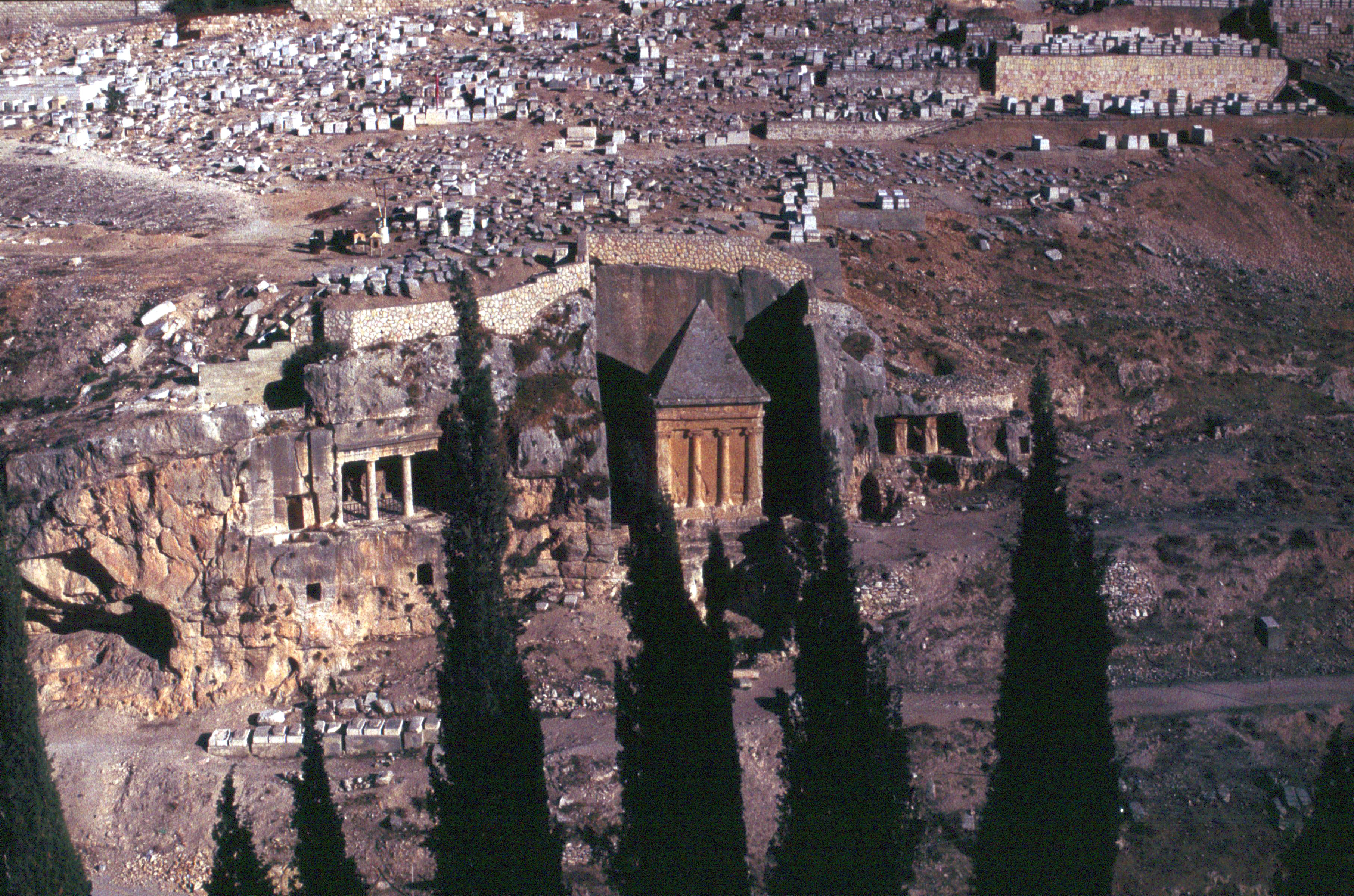
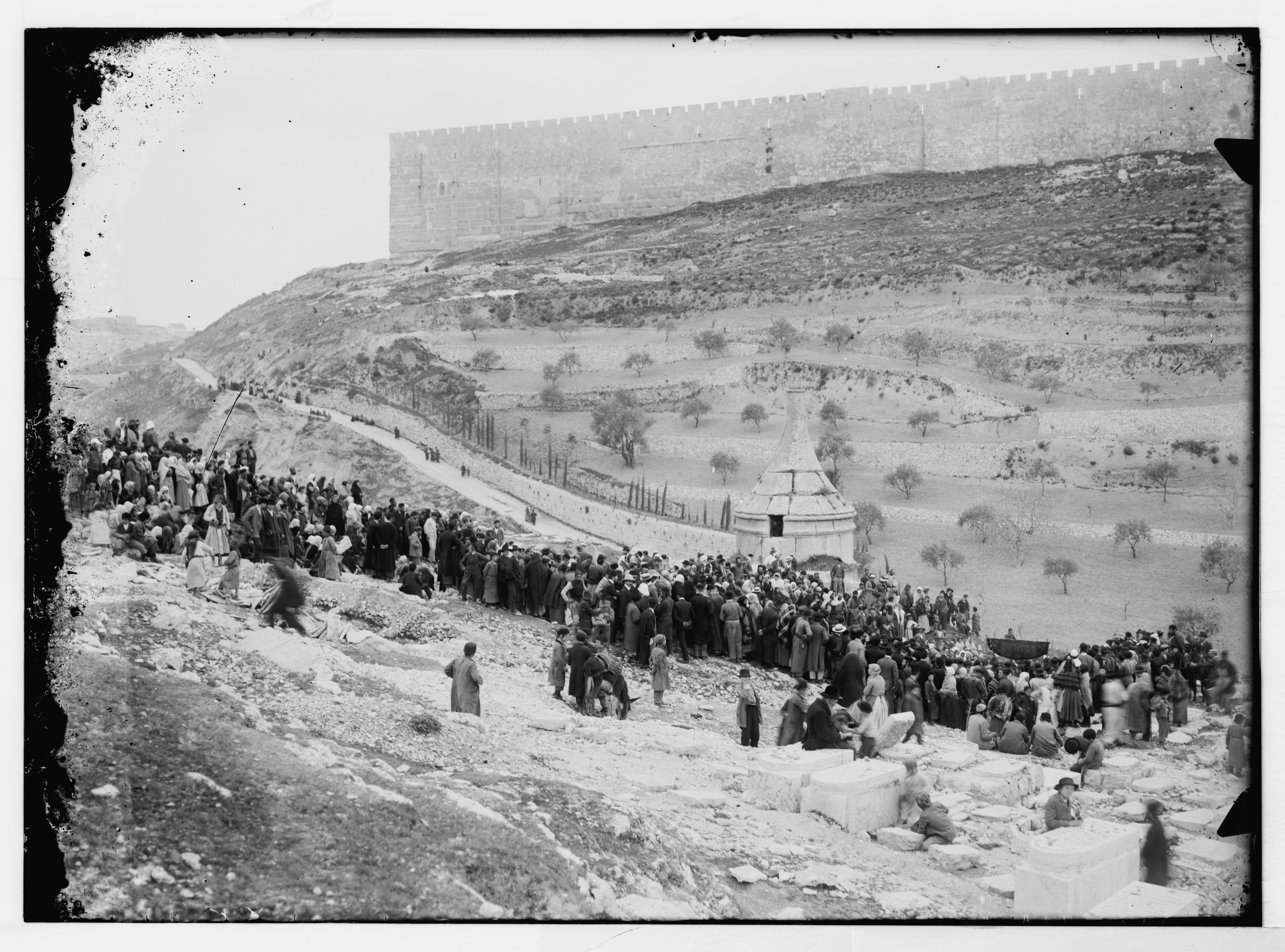
На старій світлині, із видом на мур Старого Міста